# Eurocup Formula Renault 2.0 2011

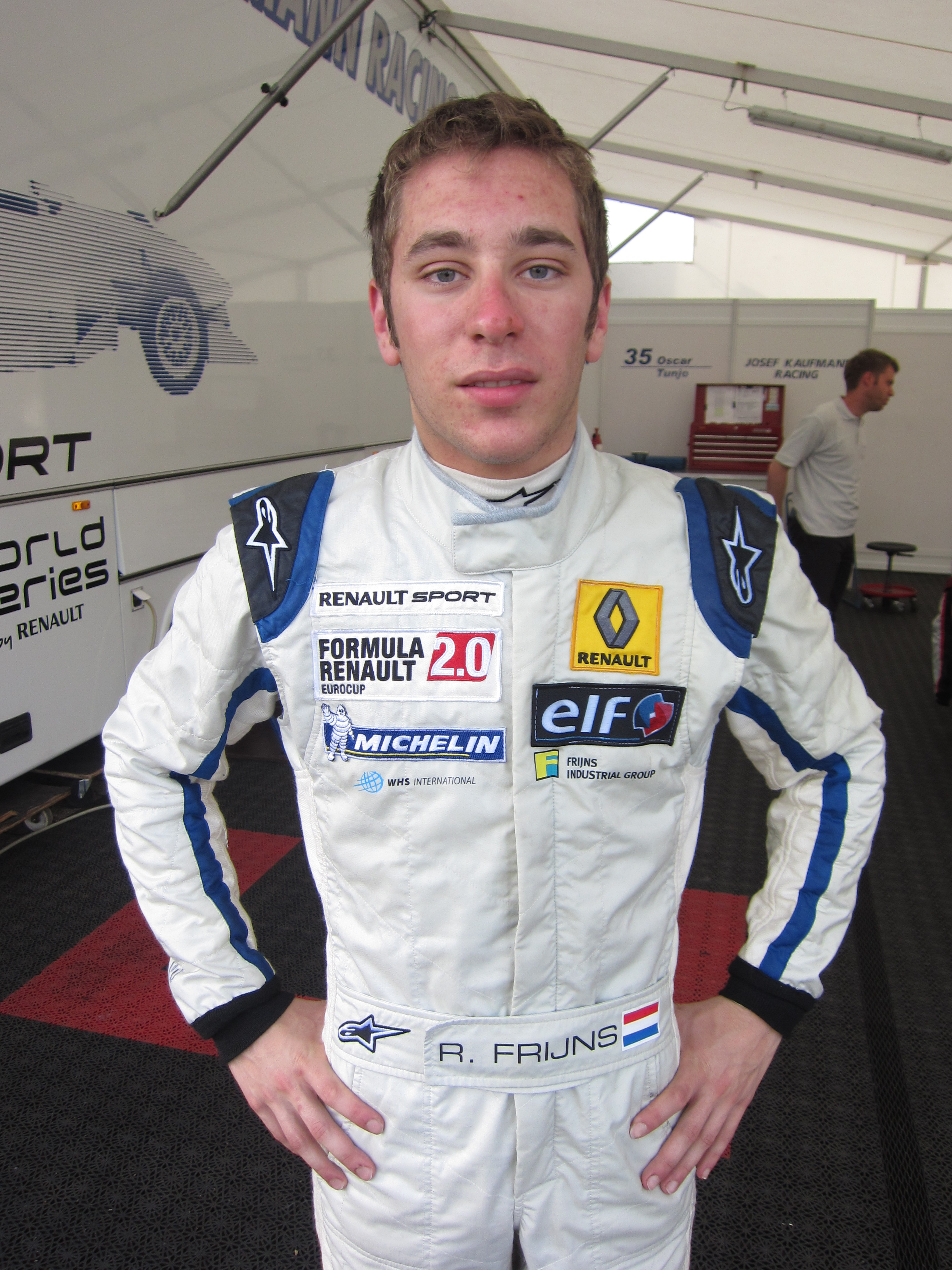
Robin Frijns, champion de l'édition 2011 de l'Eurocup Formula Renault 2.0.

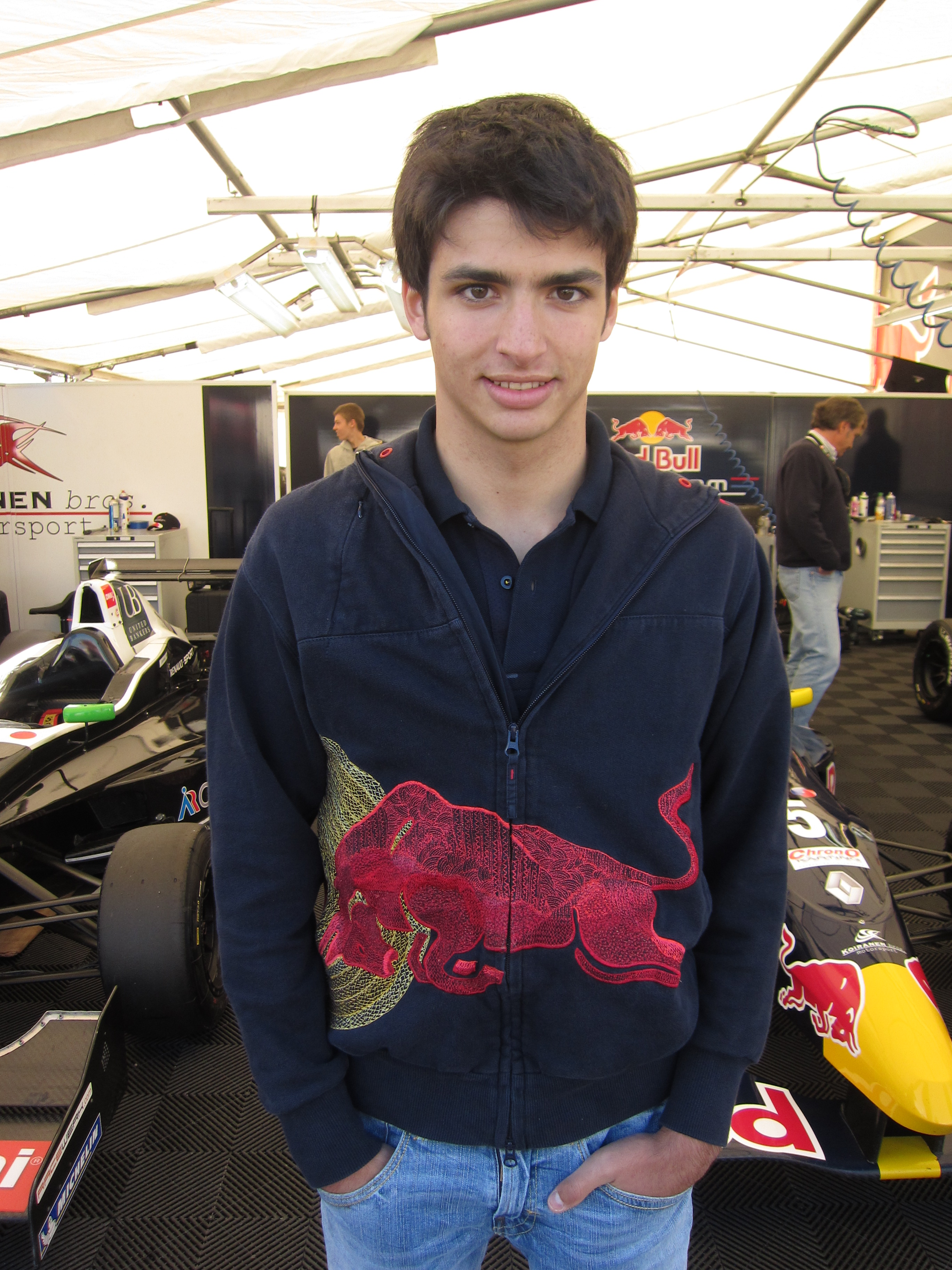
Carlos Sainz Jr., vice-champion de l'édition 2011 de l'Eurocup Formula Renault 2.0.

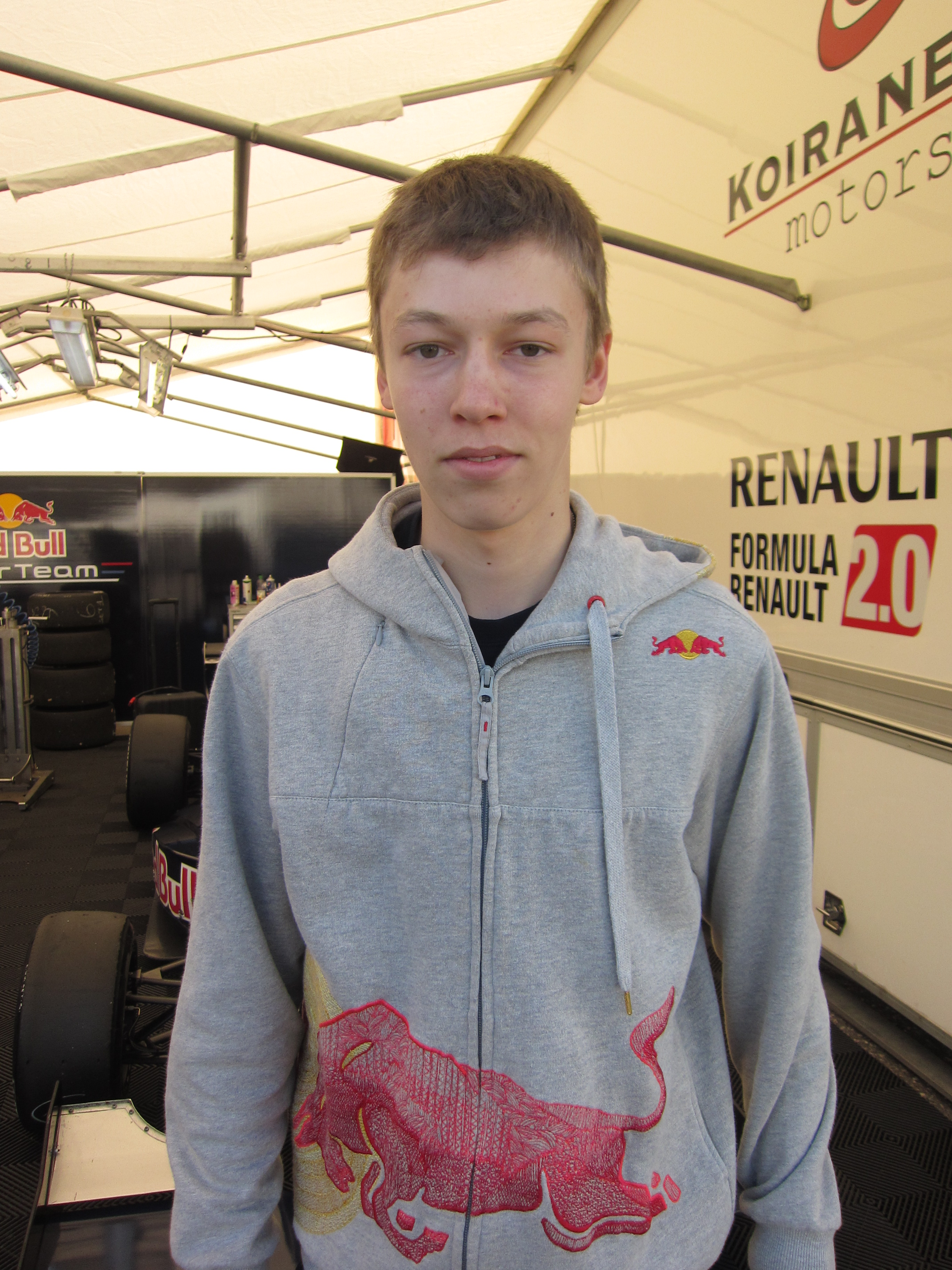
Daniil Kvyat complète le podium du classement final de l'édition 2011 de l'Eurocup Formula Renault 2.0.

La saison 2011 de l'Eurocup Formula Renault 2.0 se déroule au sein des World Series by Renault du 5 mai au 27 octobre 2011. La saison comprend sept meetings, où chaque course durent 30 minutes. Toutes les courses faisaient partie de la World Series by Renault.
Robin Frijns, également champion d'Europe de Formule BMW en titre, remporte cinq courses sur la traversée de son sacre dans cette discipline, menant de 45 points devant Carlos Sainz Jr., principal rival du pilote néerlandais en Formule BMW. Ce dernier a remporté la course d'ouverture sur le Motorland Aragón et Spa-Francorchamps. Cette avance considérable du pilote du Josef Kauffmann Racing est due en majorité à sa régularité durant toute la saison : son plus mauvais résultat fut une cinquième place, à trois reprises. Ce cas d'écart de points n'est pas isolé. En effet, Sainz Jr. devance Daniil Kvyat du même nombre de points, ce dernier glanant deux victoires sur le circuit de Spa-Francorchamps et le Nürburgring. Les autres victoires ont été signées par Will Stevens, Alex Riberas, Javier Tarancón et les membres de la FIA Institute Young Driver Excellence Academy, Timmy Hansen et Paul-Loup Chatin.

## Engagés
J = Concurrents de la Classe Junior pour 2011
| Écurie                             | #   | Pilote                | Classe | Courses  |
| ---------------------------------- | --- | --------------------- | ------ | -------- |
| Tech 1 Racing                      | 1   | Javier Tarancón       |        | Tous     |
| Tech 1 Racing                      | 2   | Paul-Loup Chatin      |        | Tous     |
| Tech 1 Racing                      | 3   | Grégoire Demoustier   |        | 1–2      |
| Tech 1 Racing                      | 3   | Mitchell Gilbert      |        | 7        |
| Tech 1 Racing                      | 4   | Miki Weckström        |        | Tous     |
| Koiranen Motorsport                | 5   | Carlos Sainz Jr.      | J      | Tous     |
| Koiranen Motorsport                | 6   | Daniil Kvyat          | J      | Tous     |
| Koiranen Motorsport                | 7   | Joni Wiman            | J      | 1–4      |
| Koiranen Motorsport                | 7   | Hans Villemi          | J      | 5–7      |
| Koiranen Motorsport                | 8   | John Bryant Meisner   | J      | Tous     |
| Koiranen Motorsport                | 70  | Hans Villemi          | J      | 3        |
| Interwetten.com Racing Junior Team | 9   | Timmy Hansen          |        | Tous     |
| Interwetten.com Racing Junior Team | 10  | Thomas Jäger          | J      | 1–2      |
| Interwetten.com Racing Junior Team | 10  | Christof von Grünigen |        | 3        |
| Interwetten.com Racing Junior Team | 10  | Gustavo Menezes       | J      | 4–5, 7   |
| Interwetten.com Racing Junior Team | 11  | Gustavo Menezes       | J      | 2        |
| Interwetten.com Racing Junior Team | 11  | João Jardim           |        | 1        |
| Interwetten.com Racing Junior Team | 11  | Sandy Stuvik          | J      | 5–7      |
| Interwetten.com Racing Junior Team | 78  | Cristiano Marcellan   |        | 7        |
| EPIC Racing                        | 14  | Alex Riberas          | J      | Tous     |
| EPIC Racing                        | 15  | Florian Le Roux       |        | 1–2, 4–7 |
| EPIC Racing                        | 16  | Stefano Colombo       |        | 6        |
| EPIC Racing                        | 17  | Thomas Jäger          | J      | 3–4      |
| MP Motorsport                      | 18  | Kevin Kleveros        |        | 1–4, 6–7 |
| MP Motorsport                      | 18  | Alexey Chuklin        |        | 5        |
| MP Motorsport                      | 76  | Alexey Chuklin        | 7      |          |
| MP Motorsport                      | 19  | Johannes Moor         |        | Tous     |
| MP Motorsport                      | 20  | Karl-Oscar Liiv       | J      | Tous     |
| MP Motorsport                      | 117 | Alexey Chuklin        |        | 2        |
| Krenek Motorsport                  | 21  | Richard Gonda         | J      | Tous     |
| Cram Competition                   | 22  | Henrique Martins      |        | Tous     |
| Cram Competition                   | 23  | Denis Nagulin         |        | Tous     |
| Cram Competition                   | 77  | Giorgio Roda          |        | 7        |
| One Racing                         | 24  | Vittorio Ghirelli     | J      | Tous     |
| One Racing                         | 25  | Edolo Ghirelli        |        | Tous     |
| Boetti Racing Team                 | 26  | Roman Mavlanov        | J      | Tous     |
| Fortec Motorsport                  | 27  | Felix Serralles       |        | Tous     |
| Fortec Motorsport                  | 28  | Will Stevens          |        | Tous     |
| Fortec Motorsport                  | 29  | Fahmi Ilyas           |        | 2        |
| Fortec Motorsport                  | 29  | Mitchell Gilbert      |        | 4        |
| Fortec Motorsport                  | 29  | Ed Jones              |        | 5–7      |
| Fortec Motorsport                  | 72  | Alex Lynn             |        | 4–5      |
| Fortec Motorsport                  | 73  | Mitchell Gilbert      |        | 5        |
| R-ace GP                           | 30  | Côme Ledogar          |        | Tous     |
| R-ace GP                           | 31  | Pieter Schothorst     |        | Tous     |
| R-ace GP                           | 32  | Norman Nato           |        | Tous     |
| Josef Kaufmann Racing              | 33  | Mathieu Jaminet       | J      | Tous     |
| Josef Kaufmann Racing              | 34  | Robin Frijns          |        | Tous     |
| Josef Kaufmann Racing              | 35  | Óscar Tunjo           | J      | Tous     |
| KTR                                | 36  | Stoffel Vandoorne     |        | Tous     |
| KTR                                | 37  | Liroy Stuart          |        | 1–2      |
| KTR                                | 37  | Jack Hawksworth       |        | 4        |
| KTR                                | 37  | Meindert van Buuren   | J      | 5–7      |
| KEO Racing                         | 38  | Sandy Stuvik          | J      | 1–4      |
| KEO Racing                         | 38  | Johan Jokinen         |        | 7        |
| KEO Racing                         | 39  | Dear Schilling        | J      | 1        |
| KEO Racing                         | 39  | Ronnie Lundströmer    | J      | 3–5      |
| ARTA Engineering                   | 40  | Yann Zimmer           |        | Tous     |
| ARTA Engineering                   | 71  | Melville McKee        |        | 3, 5–6   |
| Van Amersfoort Racing              | 74  | Dennis van de Laar    |        | 5        |
| Van Amersfoort Racing              | 110 | Meindert van Buuren   | J      | 2        |
| Van Amersfoort Racing              | 111 | Dennis van de Laar    |        | 2        |
| Torino Motorsport                  | 75  | Kevin Gilardoni       | J      | 6        |
| SL Formula Racing                  | 114 | Alessio Picariello    | J      | 2        |
| SL Formula Racing                  | 115 | Sebastian von Gartzen | J      | 2        |
| Speedlover                         | 120 | Frank Suntjens        |        | 2        |
| Speedlover                         | 124 | Rafael Danieli        | J      | 2        |
| P1 Motorsport                      | 121 | Harri Salminen        |        | 2        |
| Koiranen Junior                    | 122 | Hans Villemi          | J      | 2        |
| Inter Europol Competition          | 125 | Jakub Śmiechowski     |        | 2        |
| Trackstar                          | 144 | Victor Bouveng        | J      | 2        |

## Règlement sportif
- Chaque week-end de compétition comporte deux courses.
- Les pilotes seront distribués dans deux groupes de qualification (A et B) ayant chacun 20 minutes de session. La grille de départ est déterminée en fonction du meilleur temps du pilote. Cette règle s'applique pour les deux courses.
- L'attribution des points s'effectue selon le barème 25, 18, 15, 12, 10, 8, 6, 4, 2, 1 dans les deux courses du week-end

## Courses de la saison 2011
| Manche | Manche | Circuit                           | Pays        | Date         | Pole Position    | Meilleur tour    | Vainqueur        | Écurie                             |
| ------ | ------ | --------------------------------- | ----------- | ------------ | ---------------- | ---------------- | ---------------- | ---------------------------------- |
| 1      | R1     | Circuit Motorland Aragon, Alcañiz | Espagne     | 16 avril     | Will Stevens     | Carlos Sainz Jr. | Carlos Sainz Jr. | Koiranen Motorsport                |
| 1      | R2     | Circuit Motorland Aragon, Alcañiz | Espagne     | 17 avril     | Will Stevens     | Côme Ledogar     | Will Stevens     | Fortec Motorsport                  |
| 2      | R1     | Circuit de Spa-Francorchamps      | Belgique    | 30 avril     | Robin Frijns     | Carlos Sainz Jr. | Carlos Sainz Jr. | Koiranen Motorsport                |
| 2      | R2     | Circuit de Spa-Francorchamps      | Belgique    | 1er mai      | Carlos Sainz Jr. | Javier Tarancón  | Daniil Kvyat     | Koiranen Motorsport                |
| 3      | R1     | Nürburgring                       | Allemagne   | 18 juin      | Will Stevens     | Carlos Sainz Jr. | Robin Frijns     | Josef Kaufmann Racing              |
| 3      | R2     | Nürburgring                       | Allemagne   | 19 juin      | Daniil Kvyat     | Carlos Sainz Jr. | Daniil Kvyat     | Koiranen Motorsport                |
| 4      | R1     | Hungaroring, Mogyoród             | Hongrie     | 2 juillet    | Daniil Kvyat     | Daniil Kvyat     | Robin Frijns     | Josef Kaufmann Racing              |
| 4      | R2     | Hungaroring, Mogyoród             | Hongrie     | 3 juillet    | Timmy Hansen     | Timmy Hansen     | Timmy Hansen     | Interwetten.com Racing Junior Team |
| 5      | R1     | Circuit de Silverstone            | Royaume-Uni | 20 août      | Carlos Sainz Jr. | Carlos Sainz Jr. | Robin Frijns     | Josef Kaufmann Racing              |
| 5      | R2     | Circuit de Silverstone            | Royaume-Uni | 21 août      | Alex Lynn        | Miki Weckström   | Robin Frijns     | Josef Kaufmann Racing              |
| 6      | R1     | Circuit Paul Ricard, Le Castellet | France      | 17 septembre | Paul-Loup Chatin | Alex Riberas     | Paul-Loup Chatin | Tech 1 Racing                      |
| 6      | R2     | Circuit Paul Ricard, Le Castellet | France      | 18 septembre | Carlos Sainz Jr. | Daniil Kvyat     | Robin Frijns     | Josef Kaufmann Racing              |
| 7      | R1     | Circuit de Catalunya, Montmeló    | Espagne     | 8 octobre    | Carlos Sainz Jr. | Daniil Kvyat     | Javier Tarancón  | Tech 1 Racing                      |
| 7      | R2     | Circuit de Catalunya, Montmeló    | Espagne     | 9 octobre    | Alex Riberas     | Javier Tarancón  | Alex Riberas     | EPIC Racing                        |

## Classement des pilotes
| Classement | Pilote              | Pays        | Équipe                              | Nombre de points |
| ---------- | ------------------- | ----------- | ----------------------------------- | ---------------- |
| 1er        | Robin Frijns        | Pays-Bas    | Josef Kaufmann Racing               | 245              |
| 2e         | Carlos Sainz Jr.    | Espagne     | Koiranen Motorsport                 | 200              |
| 3e         | Daniil Kvyat        | Russie      | Koiranen Motorsport                 | 155              |
| 4e         | Will Stevens        | Royaume-Uni | Fortec Motorsport                   | 116              |
| 5e         | Stoffel Vandoorne   | Belgique    | KTR                                 | 93               |
| 6e         | Alex Riberas        | Espagne     | EPIC Racing                         | 82               |
| 7e         | Timmy Hansen        | Suède       | Interwetten.com Racing Junior Team  | 82               |
| 8e         | Javier Tarancón     | Espagne     | Tech 1 Racing                       | 78               |
| 9e         | Paul-Loup Chatin    | France      | Tech 1 Racing                       | 75               |
| 10e        | Óscar Tunjo         | Colombie    | Josef Kaufmann Racing               | 58               |
| 11e        | Norman Nato         | France      | R-ace GP                            | 58               |
| 12e        | Felix Serralles     | Porto Rico  | Fortec Motorsport                   | 41               |
| 13e        | Yann Zimmer         | France      | ARTA Engineering                    | 28               |
| 14e        | Alex Lynn           | Royaume-Uni | Fortec Motorsport                   | 26               |
| 15e        | John Bryant Meisner | Suède       | Koiranen Motorsport                 | 16               |
| 16e        | Mathieu Jaminet     | France      | Josef Kaufmann Racing               | 15               |
| 17e        | Karl-Oscar Liiv     | Estonie     | MP Motorsport                       | 12               |
| 18e        | Miki Weckström      | Finlande    | Tech 1 Racing                       | 11               |
| 19e        | Côme Ledogar        | France      | R-ace GP                            | 9                |
| 20e        | Henrique Martins    | Brésil      | Cram Competition                    | 5                |
| 21e        | Liroy Stuart        | Pays-Bas    | KTR                                 | 4                |
| 22e        | Kevin Kleveros      | Suède       | MP Motorsport                       | 1                |
| 23e        | Vittorio Ghirelli   | Italie      | One Racing                          | 1                |
| 24e        | Pieter Schothorst   | Pays-Bas    | R-ace GP                            | 1                |
| 25e        | Melville McKee      | Royaume-Uni | ARTA Engineering                    | 1                |
| 26e        | Hans Villemi        | Estonie     | Koiranen Motorsport Koiranen Junior | 1                |

## Classement des écuries
| Classement | Équipe                             | Pays        | Nombre de points |
| ---------- | ---------------------------------- | ----------- | ---------------- |
| 1er        | Koiranen Motorsport                | Finlande    | 355              |
| 2e         | Josef Kaufmann Racing              | Allemagne   | 303              |
| 3e         | Fortec Motorsport                  | Royaume-Uni | 175              |
| 4e         | Tech 1 Racing                      | France      | 152              |
| 5e         | KTR                                | Belgique    | 97               |
| 6e         | EPIC Racing                        | Espagne     | 82               |
| 7e         | Interwetten.com Racing Junior Team | Autriche    | 82               |
| 8e         | R-ace GP                           | France      | 67               |
| 9e         | ARTA Engineering                   | France      | 29               |
| 10e        | MP Motorsport                      | Pays-Bas    | 13               |
| 11e        | Cram Competition                   | Italie      | 5                |
| 12e        | ONE Racing                         | Italie      | 1                |